# Annie Forsyth Wyatt
Annie Forsyth Wyatt OBE (Redfern, 3 januari 1885 – St Ives, 27 mei 1961) was een Australisch activiste, natuurbeschermster en Rode Kruis-medewerkster. Ze wordt gevierd als de drijvende kracht achter de ontwikkeling van de National Trust of Australia, die ze in 1945 oprichtte om de historische gebouwen en natuurlandschappen van Sydney te beschermen.
Wyatt was liefhebster van de koloniale geschiedenis en humanitariste. Ze had gezien hoe vrouwen tijdens de Eerste Wereldoorlog effectief bijdroegen in de gemeenschap. Dat deed haar inzien dat vrouwen een verschil konden maken. Behalve voor de National Trust zette Wyatt zich onder meer in voor het Rode Kruis en meer dan twintig jaar voor de New South Wales Prisoners' Aid Association. Ze schonk de opbrengst van haar historische roman Doors that slam: a romance of early Sydney aan het goede doel.

## Vroege leven
Annie Wyatt werd in 1885 als oudste van acht kinderen geboren te Redfern. Haar vader was George Trotter Evans en haar moeder Anne Forsyth. De groeiende familie verhuisde in 1891 van Redfern naar een huis dat Fairholme heette in de meer landelijke streek rond Rooty Hill. Vanaf haar tiende verbleef Wyatt in het Burwood Methodist Ladies College. Wyatts liefde voor de Australische natuur en geschiedenis blijkt reeds uit haar jeugdherinneringen over Rooty Hill. De jeugdherinneringen bestaan grotendeels uit ponyritten naar lieflijke oude huizen als Bungaribee, Mamre, Horsley en Graystanes te midden van wilde bloemen en landschappen die niet meer zijn.
Archibald Forsyth (1826–1908), Wyatts grootvader langs moederszijde, was in 1848 vanuit Schotland naar Australië gemigreerd. Na als cederhouthakker, gouddelver en houthandelaar gewerkt te hebben, richtte hij te Waterloo in 1864 de eerste touwslagerij van New South Wales op. Hij was een uitgesproken voorstander van het protectionisme en parlementslid voor de Protectionist Party. Hij zette de Animals Protection League op en ondersteunde de zieken en hongerigen. Dat moet zijn jonge kleindochter beïnvloed hebben want in de jaren 1920 sprak ook zij zich uit over publieke zaken. Op lokale vergaderingen wierp ze steeds de vraag op "Wat met de vrouwen ?". Ze was in 1929 een vroege aanhangster van de United Associations of Women.

## Ku-ring-gai Tree Lovers' Civic League
Annie Wyatt werd voor het eerst actief pleitbezorger voor natuurbehoud in 1927. Ze richtte, moeder van twee kleine kinderen, de Ku-ring-gai Tree Lovers' Civic League op. Het kleine groepje, bestaande uit voornamelijk vrouwen, protesteerde tegen activiteiten die natuurlijke omgeving vernielden. Zo voerden ze campagne tegen afval storten in de natuur, het kappen van alle bomen op verkavelingen en de verkoop van publiek grondgebied. De groep verzorgde educatieve programma's voor scholen en werd gevraagd om tussen te komen bij problemen elders. 
Door toedoen van de Ku-ring-gai Tree Lovers' Civic League werd de Balls Head Reserve herbebost en het bos bij Palm Beach behouden. De groep bleef vijfenveertig jaar bestaan en had vertakkingen in heel Australië waaronder Orange, Hunters Hill, Darwin en Adelaide. Wyatt was in de jaren 1930 lid van de Dalrymple Hay Forest Preservation Committee en redde mee een klein deel van Sydney's bossen met Eucalyptus saligna en Eucalyptus pilularis.

## Prisoners' Aid Association of New South Wales
Wyatt werkte twintig jaar voor de Prisoners' Aid Association of New South Wales en was tussen 1938 en 1941 voorzitster van de vrouwenafdeling. Ze bezocht regelmatig gevangenissen en won het vertrouwen van beruchte gevangenen als Tilly Devine en Kate Leigh. Ze nam het op voor de gevangenen. Dat resulteerde in een minder lelijk gevangenisplunje en de toelating om het gezicht te bepoederen en lippenstift te gebruiken.

## National Trust of Australia

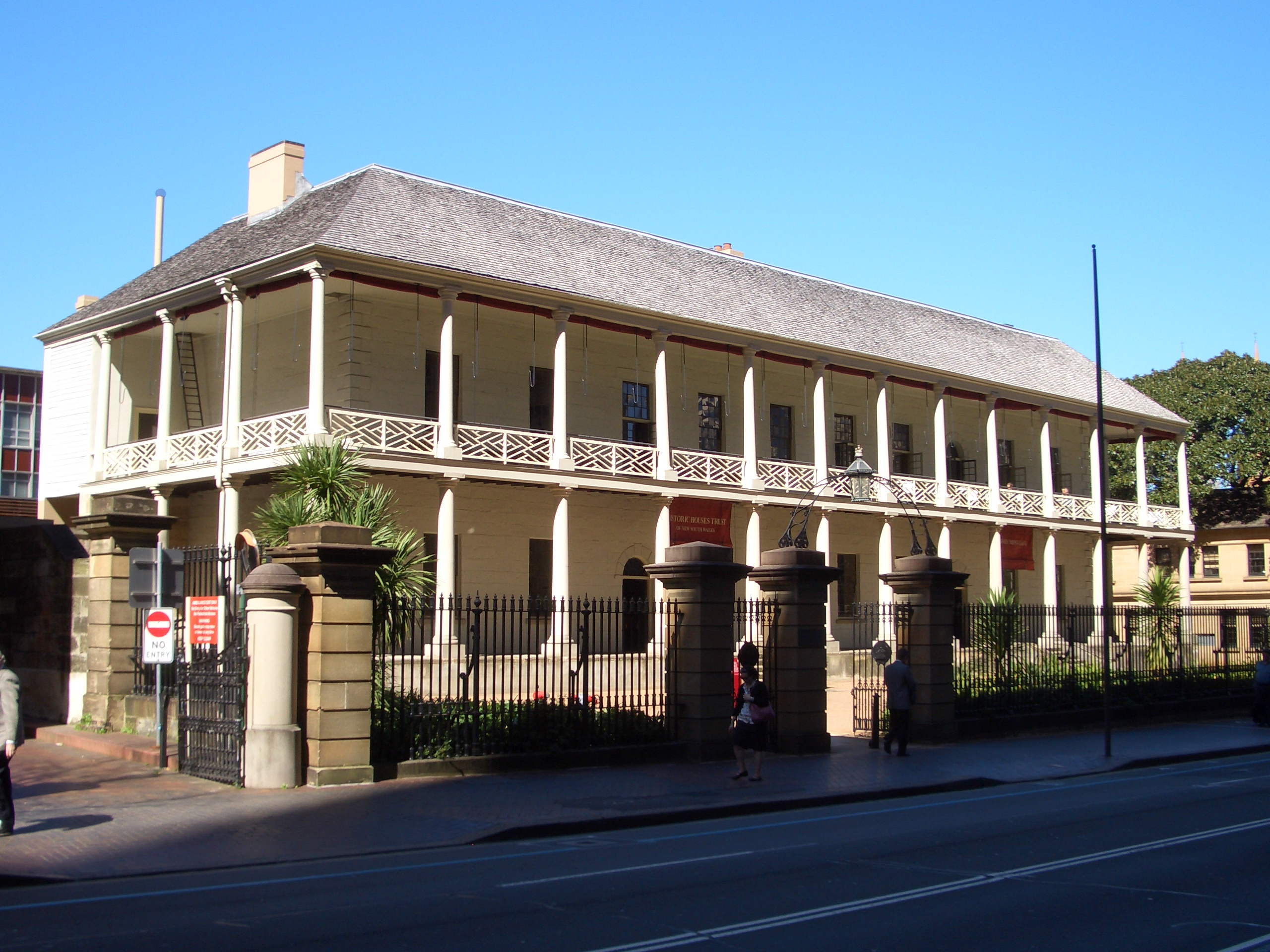
Sydney Mint

Annie Wyatts liefde voor haar omgeving zag haar op zoek naar een actieve rol in het behoud en de bescherming van historische gebouwen en van natuurlijke landschappen. Ze wilde daarom een orgaan zoals de National Trust in Engeland oprichten. De kunsthistoricus Bernard Smith herinnerde zich dat Wyatt in de jaren 1930 voortdurend met enthousiasme sprak over het koloniale Australië en daardoor een groot aantal sympathisanten achter haar zaak kreeg. Voor Wyatt sprak het verlies van het Burdekin House en de Commissariat Stores aan de Circular Quay, terwijl het publiek zonder iets te ondernemen toekeek, boekdelen over het verdwijnen van het erfgoed in de jaren 1930-40.
Op de conferentie van de Forestry League in New South Wales in 1944 beargumenteerde Wyatt als afgevaardigde van de Ku-ring-gai Tree Lovers League de noodzaak voor het vormen van een National Trust. Haar voorstel werd goedgekeurd en op 6 april 1945 werd een National Trust subcomité opgericht binnen de schoot van de Forestry League onder Walter Cresswell O'Reilly, Annie Wyatt en Arthur Cousins.
De National Trust Provisional Committee begon Wyatts droom waar te maken en Sydney's historische sites te redden. Een educationeel programma en openbare campagnes tegen sloop en tegen ongeschikte bouwplannen op historische sites werden uitgewerkt. In de eerste verslagen van de Trust waarschuwde Wyatt dat "de laatste gebouwen uit het Macquarie-tijdperk in groot gevaar verkeren en dat we ons moeten inzetten voor het behoud ervan". De campagne van de Trust in 1946 om Macquarie Street te beschermen tegen de voorgestelde ontwikkelingsplannen werd breed gesteund. 
De Trust stelde in 1946 een eerste lijst op met gebouwen die beschermd dienden te worden. Op de 'A'-lijst stonden de Hyde Park Barracks, Sydney Mint, St James' Church, het militair hospitaal uit 1815 aan het observatorium van Sydney en Cadmans Cottage. Al deze gebouwen maken tegenwoordig nog steeds deel uit van Sydney's centrum. Op de lijst stonden ook gebouwen verder weg van het centrum. Het oude regeringshuis in Parramatta, John Macarthur's Elizabeth Farm House, de Lennox-brug en de kerkhoven van Camperdown en Parramatta werden ook gered. De National Trust, de Australian Institute of Architects en Cumberland County stelden een gecombineerde lijst op met gebouwen die dienden beschermd te worden voor volgende generaties opdat die uit het verleden zouden kunnen leren.
Wyatt werkte verder en zag de oprichting van gelijkaardige trusts in de andere staten. Ze bleef zich inzetten voor de National Trust, de bescherming van historische gebouwen en de educatie van de bevolking tot aan haar dood in 1961.

## Nalatenschap
Veel van haar erfgoed heeft de stad Sydney te danken aan Annie Wyatt. Ze werd in 1960 opgenomen in de Orde van het Britse Rijk. Annie Wyatt Park, een azalea en een stenen bank in Swain Reserve werden naar haar vernoemd. Er is ook een Annie Wyatt-ruimte in de kantoren van de National Trust in The Rocks te Sydney.